# اجزاء ساخت قالب تزریق پلاستیک
ساخت قالب تزریقی فرایند ایجاد قالب هایی است که برای انجام عملیات قالب گیری تزریقی استفاده می شود. اینها معمولاً برای تولید قطعات پلاستیکی با استفاده از یک کفه رویه (هسته، صفحه متحرک) و یک کفه زیری (حفره، صفحه ثابت) استفاده می شوند که روی دستگاه تزریق سوار می شوند.
قالب ها بسته به نوع قطعه ای که قرار است ساخته شوند به صورت قالب های دو صفحه ای یا سه صفحه ای طراحی می شوند.  ساخت قالب به شکل مولفه بستگی دارد که انتخاب محل خط جداسازی دو صفحه قالب و انتخاب مسیر تزریق و ونت (هواکش) و انتخاب سیستم پران محصول را تعیین می کند. اندازه پایه قالب به اندازه محصول و تعداد حفره هایی که باید در هر قالب برنامه ریزی شود بستگی دارد.

## ملاحظات طراحی
- پران: هم در صفحه ثابت و هم در صفحه متحرک برای بیرون ریختن آسان اجزای نهایی مورد نیاز است
- کمکی انقباض: به خاصیت انقباض هسته مواد و اندازه حفره بستگی دارد و به منظور تغییر نکردن سایز محصول نهایی باید انبساط حجم مواد در حالت گرم را درنظر گرفت.
- مدار خنک کننده: به منظور کاهش زمان چرخه، آب از طریق سوراخ های حفر شده در هر دو صفحه هسته و حفره به گردش در می آید تا قالب بیش از اندازه گرم و منبسط نشود و همچنین محصول سریعتر خنک شود و شکل بگیرد.
- شکاف تخلیه: شکاف بین صفحه پران و صفحه متحرک باید به اندازه ای باشد که اجازه دهد که اجزاء به طور کامل از قالب خارج شود.
- دریچه های هوا (ونت): گازهای محبوس شده بین هسته و حفره را حذف میکنند (معمولاً کمتر از 0.2 میلیمتر هستند) زیرا شکاف‌های بیش از حد می‌تواند منجر به نقص و ایجاد پلیسه شوند.
- پولیش قالب: هسته، حفره، رانر و اسپرو باید سطح خوبی داشته باشند و باید در جهت جریان مواد صیقلی شوند.
- پر کردن قالب: دروازه باید به گونه ای قرار گیرد که قطعه از قسمت ضخیم تر به قسمت نازک تر پر شود.

## بخش ها
- حلقه ثابت کننده: پیچ های دستگاه قالب گیری تزریق را با قالب تزریق تراز می کند. معمولاً از جنس(CHMCS)  فولاد کربنی سخت شده با بدنه ساخته می شود.
- بوش اسپرو: بوش دارای سوراخ مخروطی 3 تا 5 درجه است و معمولاً از CHMCS ساخته می شود. مواد از طریق بوش اسپرو وارد قالب می شود.
- صفحه رویی: برای بستن نیمه بالایی قالب به نیمه متحرک دستگاه قالب گیری استفاده می شود و معمولاً از فولاد نرم ساخته می شود.
- صفحه حفره (صفحه ثابت): صفحه ای که برای ایجاد یک حفره (از طریق شکاف) استفاده می شود که با مواد پلاستیکی پر می شود و محصول پلاستیکی را تشکیل می دهد. معمولا از فولاد نرم ساخته شده است.
- صفحه هسته (صفحه متحرک): صفحه هسته به محل فرو رفتگی های صفحه ثابت جابجا میشود و بخش های توخالی را در قطعه پلاستیکی ایجاد می کند. این صفحه متحرک معمولاً از فولادP20 سخت شده با عملیات حرارتی ساخته میشود و پس از ماشینکاری ، صفحه ساخته شده عملیات حراری و سختکاری نمی شود.
- بوش اسپرو کش: بوش اسپرو کش برای قرار دادن پین اسپرو کش استفاده می شود. معمولا از CHMCS ساخته شده است.
- پین اسپرو کش: پین اسپرو کش اسپرو را از بوش اسپرو می کشد. معمولا از CHMCS ساخته می شود
- صفحه پشتی هسته: درج هسته را در جای خود نگه می دارد و به عنوان "سفت کننده" عمل می کند. معمولاً از فولاد نرم ساخته می شود.
- ستون راهنما و بوش راهنما: ستون راهنما و بوش راهنما، نیمه های ثابت و متحرک قالب را در هر چرخه تراز می کنند. این مواد معمولا از فولاد کربن متوسط ساخته می شوند و سختی بالاتری خواهند داشت.
- ستون راهنمای پران و بوش راهنما: این اجزای همراستایی مجموعه پران ها را تضمین می کنند تا پین های پران آسیب نبینند. آنها معمولاً از CHMCS ساخته می شوند. ستون راهنما معمولاً سختی بالاتری نسبت به بوش راهنما دارد.
- صفحه پران: این صفحه پین های پران را نگه می دارد و معمولاً از فولاد نرم ساخته می شود.
- صفحه پشتی پران: از جدا شدن پین های پران جلوگیری می کند. معمولا از مواد فولادی ملایم
- بلوک‌های فاصله‌دهنده: یک شکاف برای مجموعه پران فراهم می‌کند، به طوری که قطعه تمام‌شده از هسته بیرون می‌زند. معمولا از فولاد نرم ساخته شده است.
- صفحه پایین: نیمه زیرین قالب را با نیمه ثابت دستگاه قالب گیری محکم می کند. معمولا از فولاد نرم ساخته می شود.
- بوش مرکزی: تراز بین صفحه پایین و صفحه پشتی هسته را فراهم می کند. معمولا از CHMCS ساخته شده است.
- دکمه استراحت: از مجموعه جهش پشتیبانی می کند و سطح تماس بین مجموعه جهش و صفحه پایین را کاهش می دهد. هنگام تمیز کردن دستگاه قالب گیری بسیار مفید است، که برای اطمینان از یک قطعه تمام شده "بدون علامت" ضروری است. چسبیدن ذرات خارجی کوچک به صفحه زیرین ممکن است باعث بیرون آمدن پین های جهشی از هسته و ایجاد علائم پین جهشی روی قطعه شود.

هسته (صفحه متحرک) و حفره(صفحه ثابت) معمولاً از فولاد P20 ، E n 30B ،S7 ،H13یا 420SS ساخته می شوند. هسته قسمت نر است که شکل داخلی قالب گیری را تشکیل می دهد. حفره قسمت مادگی است که شکل بیرونی قالب گیری را تشکیل می دهد.

### انواع دریچه
دو سیستم دریچه اصلی عبارتند از: دریچه های برش‌دهی شده دستی و دریچه هایی که به‌طور خودکار برش داده می‌شوند .مثال های زیر محل استفاده از آنها را نشان می دهد:
- دروازه راهگاه تزریق: برای قطعات بزرگ استفاده می شود، علامت دریچه در کامپوننت قابل مشاهده است و نیازی به رانر نیست. به عنوان مثال: قالب گیری سطلی (علامت دروازه استوانه ای پشتی قابل مشاهده و احساس می شود).
- دروازه لبه: مناسب ترین برای اجزای مربع و مستطیل شکل
- دروازه حلقه: مناسب ترین برای اجزای استوانه ای برای رفع نقص خط جوش
- دروازه دیافراگمی: مناسب ترین برای اجزای توخالی و استوانه ای
- دروازه زبانه: مناسب ترین برای اجزای جامد و ضخیم
- دروازه زیر آب : زمانی استفاده می شود که برای کاهش زمان چرخه نیاز به جداسازی خودکار باشد.
- گیت اسپرو مخروطی معکوس (Pin gate): عموماً در قالب های سه صفحه ای استفاده می شود.
- دروازه چشمک: عمدتاً برای گیت محصولات الکترونیکی استفاده می شود که مواد را در زیر سمت هسته جریان می دهد.[۱]

### انواع سیستم تخلیه
- خروج پین: پین‌های استوانه‌ای قطعه تمام شده را بیرون می‌کنند. در مورد اجزای مربع و مستطیل، حداقل چهار پین (در چهار گوشه) مورد نیاز است. در مورد اجزای استوانه ای، سه پین با فاصله یکسان (یعنی 120 درجه از هم) مورد نیاز است. تعداد پین‌های مورد نیاز ممکن است بر اساس مشخصات قطعه، اندازه و منطقه بیرون‌کشی متفاوت باشد. این سیستم جهش علائم پرتاب قابل مشاهده را روی قطعه تمام شده باقی می گذارد.
- خروج آستین: این نوع جهش برای هسته‌های استوانه‌ای ترجیح داده می‌شود، جایی که هسته در صفحه پایین ثابت می‌شود. در این سیستم، مجموعه جهشی از یک آستین تشکیل شده است که روی هسته می لغزد و قطعه را بیرون می زند. هیچ علامت جهشی قابل مشاهده روی قطعه مشخص نیست.
- جهش صفحه استریپر: این جهش برای قطعات با مساحت بزرگتر ترجیح داده می شود. این سیستم نیاز به یک صفحه اضافی (استریپر) بین صفحات هسته و حفره دارد. برای جلوگیری از پلیسه، صفحه استریپر در تماس با صفحه حفره باقی می ماند و یک شکاف بین حفره و صفحه هسته حفظ می شود. علائم جهش قابل مشاهده معمولاً روی قطعات مشخص نمی شود.
- پرتاب تیغه: این نوع جهش برای مقاطع نازک و مستطیلی ترجیح داده می شود. تیغه‌های مستطیلی در پین‌های استوانه‌ای قرار می‌گیرند (یا پین‌های استوانه‌ای به مقاطع مستطیلی ماشینکاری می‌شوند) تا طول خروجی مناسب برای قطعه ایجاد شود. برای تطبیق آسان سر پین جهش، یک سوراخ شمارنده در صفحات جهش در نظر گرفته شده است.
- با چرخش هسته (اجزای رزوه‌دار داخلی): برای اجزای رزوه‌دار استفاده می‌شود، جایی که جزء به طور خودکار با چرخش درج هسته خارج می‌شود.
- خروج هوا: برای فعال کردن پین تخلیه نصب شده در هسته با استفاده از هوای فشرده استفاده می شود. پین تخلیه با استفاده از فنر جمع می شود.[۲]

### هم ترازی
برای خارج کردن محصول تزریق شده قالب ها به صورت دو نیمه، یک نیمه هسته(متحرک،نری) و یک نیمه حفره(ثابت،مادگی) طراحی می شوند. برای هر بار تزریق هسته و حفره در یک راستا قرار می گیرند. تضمین این هم ترازی توسط ستون راهنما و بوش راهنما انجام می شود. معمولاً از چهار ستون راهنما و بوش راهنما استفاده می‌شود که از این میان سه ستون با یک قطر و یکی با قطر متفاوت، برای وادار کردن صفحات به یک پیکربندی واحد بر اساس مفهوم "POKE YOKE" [اثبات اشتباه] استفاده می‌شود. در واقع این کار از قرار گیری قالب ها به صورت اشتباه جلو گیری میکند . حلقه ثابت کننده به صفحه بالایی و گیربکس متناسب با الگوی ماشین تزریق متصل است که الگوی دستگاه و صفحه بالایی را تراز می کند.

### خنک کننده قالب

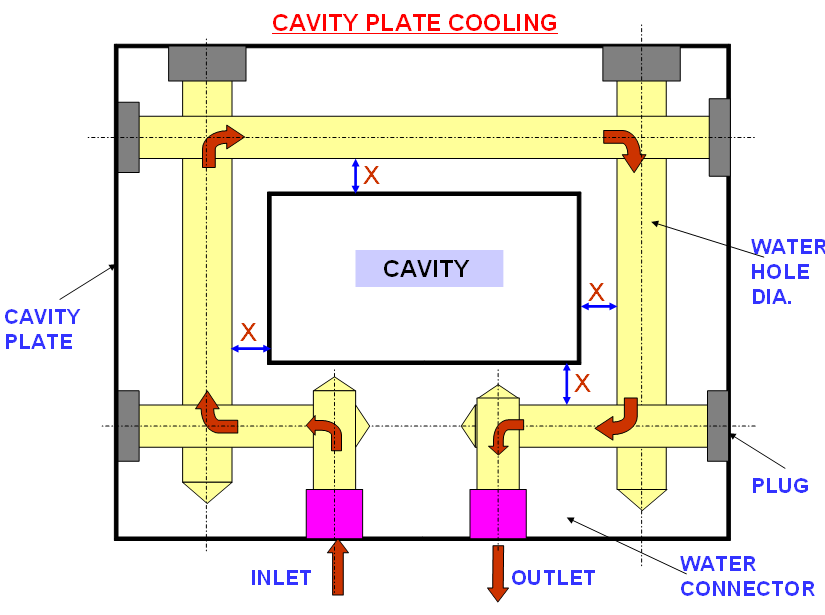
خنک شدن صفحه حفره توسط سوراخ های حفر شده

#### مزایای طراحی خنک کننده قالب عبارتند از:
- دمای  ثابت قالب برای کیفیت یکنواخت
- کاهش زمان چرخه برای بهره وری
- بهبود سطح بدون نقص
- جلوگیری از تاب برداشتن با دمای یکنواخت سطح قالب (چرخش ناشی از خنک‌سازی غیریکنواخت)
- عمر قالب طولانی

### روش ها:
- خنک کردن صفحه ثابت توسط سوراخ های حفر شده - صفحه ثابت در اطراف درج حفره(طرح محصول) سوراخ شده و با شمع های مخروطی مسی یا آلومینیومی در انتهای دهانه ها وصل می شوند. با استفاده از لوله متصل به درگاه های ورودی و خروجی، آب برای خنک کردن قالب به گردش در می آید.
- خنک کننده مستقیم هسته (سیستم بافل) - با حفظ ضخامت دیواره کافی، هسته سوراخ می شود. یک صفحه بافل بین سوراخ حفر شده قرار دارد و سوراخ را به دو نیمه تقسیم می کند و به آب اجازه می دهد تا با حداکثر منطقه در هسته تماس پیدا کند تا خنک شود.
- خنک کننده حلقوی درج حفره - یک شیار دایره ای بر روی هسته برای گردش آب ایجاد می شود. برای جلوگیری از نشتی، O-rings (اورینگ) در بالا و پایین کانال خنک کننده استفاده می شود.
- هسته متحرک است، حفره در یک قالب ثابت هستند.[۴]

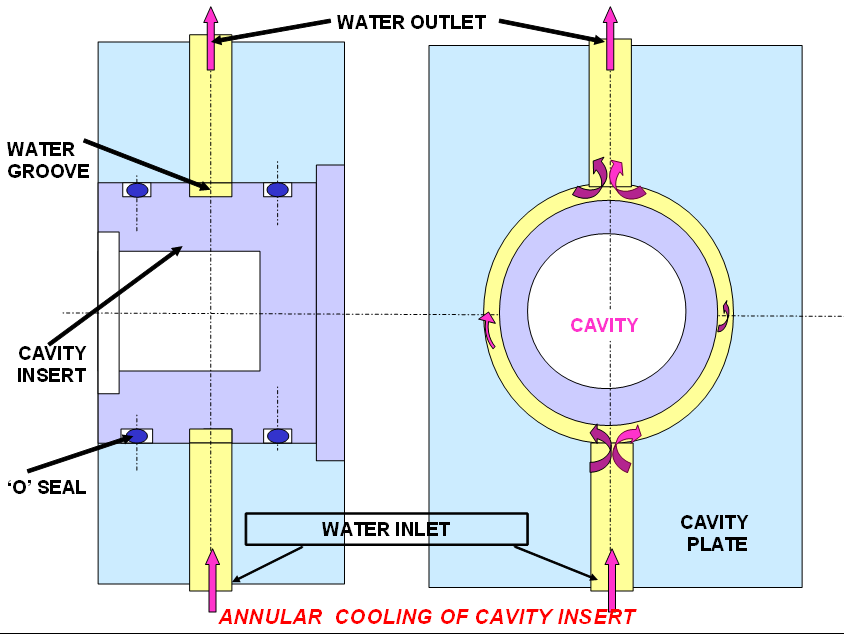
خنک کننده حلقوی درج حفره

## جستار وابسته
- قالب گیری تزریقی
- قالب گیری تزریقی دیوار نازک
- دستگاه قالب گیری تزریقی[۵]
- قالب سازی
- قالب گیری فایبرگلاس
- قالب گیری بادی